# تيليستو (قمر)
Telesto هو قمر لزحل ويسمى زحل الثالث عشر. اكتشفه سميث وريتسيما ولارسون و فونتاين في عام 1980 من عمليات المراقبة الأرضية، التعيين المؤقت له S/1980 S 13
سمي رسميا في عام 1983 كان بتيليستو من الميثولوجيا اليونانية. [8] كما سميت زحل الثالث عشر أو تيثيس B.
يشترك في المدار مع تيثيس، متوضع في نقطة لاغرانج ا (L4). أول من حدد هذه العلاقة سيديلمان Seidelmann.
قام المسبار كاسيني في 11 تشرين الأول 2005 بتصويره. الصور الناتجة تبين أن سطحه أملس بشكل مدهش ، وخالية من الحفر الصغيرة.